# Łeśky
Łeśky (ukr. Леськи) – wieś na Ukrainie, w obwodzie czerkaskim, w rejonie czerkaskim. W 2024 liczyła 3802 mieszkańców, wśród których 3790 jako ojczysty język wskazało ukraiński, 12 rosyjski.